# Agusta A109
De Agusta A109 is een helikopter van het Italiaanse bedrijf Agusta. Sinds Agusta in 2000 fuseerde met de Britse helikopterbouwer Westland wordt het toestel gebouwd door AgustaWestland en heet het model AW109.

## Ontwikkeling
De eenmotorige Hirundo A109A werd in de jaren 1960 ontwikkeld als een civiele helikopter. In 1967 werd een tweede motor aan het ontwerp toegevoegd. De militaire A109B-variant was gepland maar werd niet ontwikkeld. In de plaats concentreerde Agusta zich op de achtzits A109C-versie. Het eerste van drie prototypes maakte op 4 augustus 1971 de eerste vlucht van het nieuwe toestel.
Pas in april 1975 werd het eerste productietoestel gebouwd. De eerste leveringen volgden in 1976. De helikopter werd een commercieel succes en de mogelijkheid van een militaire versie kwam weer op. Daarvan werden twee varianten ontwikkeld; Eén voor lichte aanval of nabije ondersteuning en een maritieme variant.
Eind jaren 1980 was de verkoop van de Agusta A109 aan de Belgische luchtmacht onderwerp van het Agustaschandaal.

## Overige specificaties
| Lengte:             | 13 m       |
| Bemanning:          | 1 of 2     |
| Stukprijs:          | €4 miljoen |
| Vermogen per motor: | 567-571 pk |
| Vermogen per motor: | 423-426 kW |

## Varianten
- A109A: De eerste versie.
  - A109 EOA: Versie voor het Italiaans leger.
  - A109 Mk II: Verbeterde civiele versie.
  - A109 Mk II MAX: Verbreed evaluatiemodel.
- A109B: Ongebouwde militaire variant.
- A109C: Civiele variant met acht plaatsen.
  - A109C MAX: Verbreed evaluatiemodel.
- A109D: Enkel één prototype.
- A109E Power: Verbeterde civiele versie met P&W- of Turboméca-motoren.
  - A109E Power Elite: Verlengde versie.
  - A109LUH: Militaire Light Utility Helicopter.
  - MH-68A Stingray: Versie voor de Amerikaanse kustwacht.
- A109K: Militaire variant.
- A109K2: Variant voor grote hoogten en hoge temperaturen met vaste wielen.
- A109M: Militaire variant.
  - A109 km: Variant voor grote hoogten en hoge temperaturen.
  - A109KN: Marineversie.
  - A109CM: Standaardversie.
  - A109GdiF: Versie voor de Italiaanse financiële politie.
  - A109BA: Variant voor de Belgische luchtmacht.
- A109S Grand: Civiele variant met verlengde cabine.
- CA109: Chinese versie van de A109 onder licentie.

## Gebruikers
- Albanië
- Amerikaanse kustwacht
- Argentijns leger
- Koninklijke Australische marine
- Luchtcomponent van de Belgische Strijdkrachten
- Beninse Volksluchtmacht
- Brits legerluchtkorps, Britse luchtmacht, Rijkstestpilotenschool
- Chileense politie
- China
- Ghana
- Griekse luchtmacht
- Letland
- Italië
- Koninklijke Maleisisch leger, Maleisische Maritiem Handhavingsagentschap
- Mexico
- Nieuw-Zeeland
- Nigeria
- Paraguay
- Peru
- Venezuela
- Zuid-Afrika
- Zweden